# Монтескудо-Монте-Коломбо
Монтескудо-Монте-Коломбо (італ. Montescudo-Monte Colombo) — муніципалітет в Італії, у регіоні Емілія-Романья,  провінція Ріміні. Муніципалітет утворено 1 січня 2016 року шляхом об'єднання муніципалітетів Монтескудо та Монте-Коломбо.
Монтескудо-Монте-Коломбо розташоване на відстані близько 230 км на північ від Рима, 120 км на південний схід від Болоньї, 15 км на південь від Ріміні.
Населення — 6777 осіб (2014).
Щорічний фестиваль відбувається 20 січня. Покровитель — San Sebastiano.

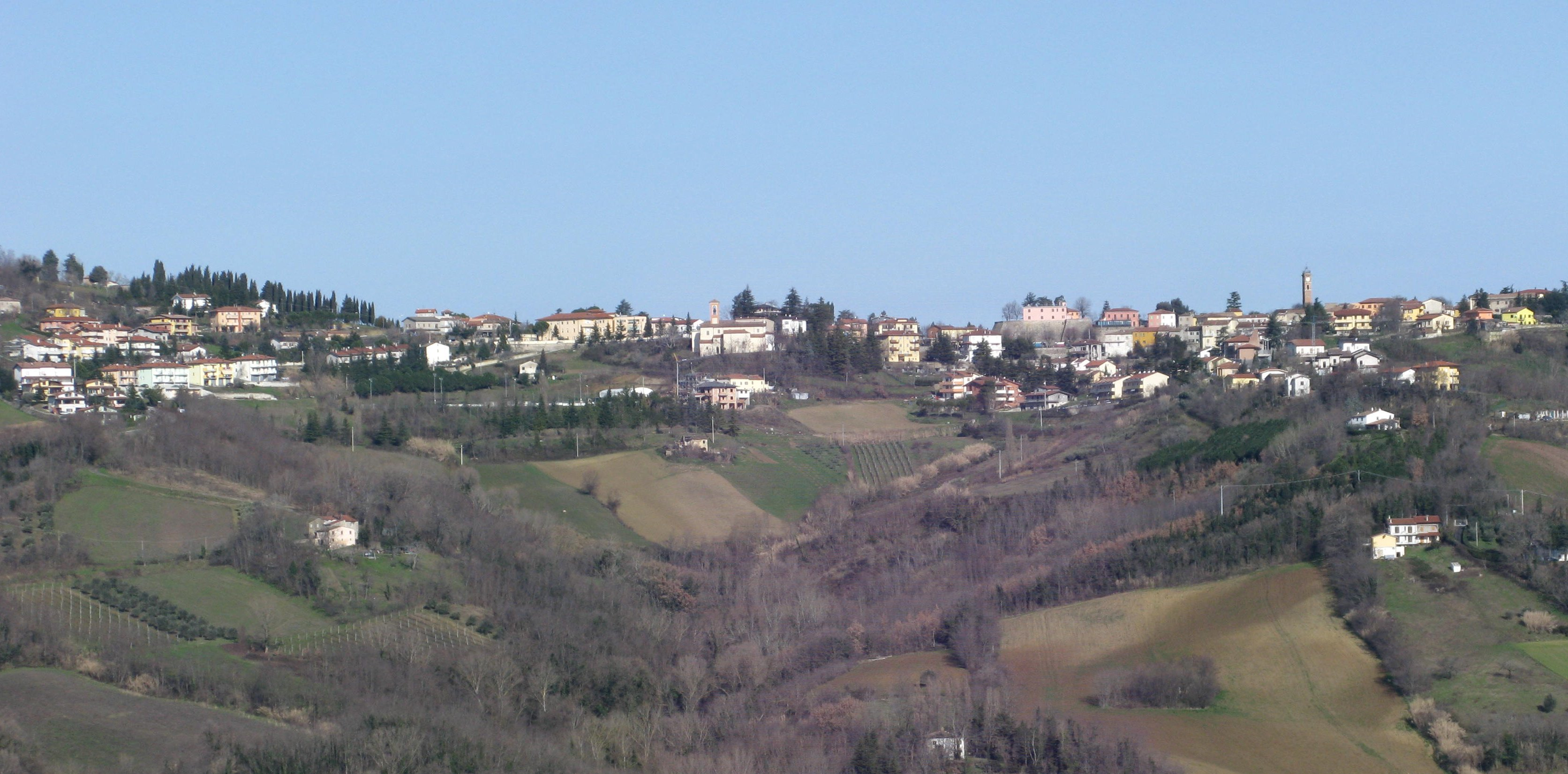
Montescudo

## Демографія
Населення за роками:

Станом на 1 січня 2023 року в муніципалітеті офіційно проживали 644 іноземці з 49 країн, серед них 179 громадян країн Євросоюзу та 57 громадян України.

## Сусідні муніципалітети
- Коріано
- Фаетано
- Джеммано
- Сассофельтріо
- Сан-Клементе